# SN 2007me
SN 2007me – supernowa typu Ia/c odkryta 8 października 2007 roku w galaktyce A014103-0026. W momencie odkrycia miała maksymalną jasność 21,10m.